# Abdastratos Ier
Abdastratos Ier fut roi de Tyr de 918 à 909 av. J.-C..
Abdastratos (Abdashtart) était le fils du roi Baal-Ezer Ier. Selon Flavius Josèphe il vécut vingt-neuf ans et régna neuf ans. Les quatre fils de sa nourrice conspirèrent contre lui et le firent périr. L'aîné, nommé Methusastratos (Astarte), fils de Léastratos (Beleastarte), monta sur le trône.

## Sources
- Sabatino Moscati, Les Phéniciens, Paris, Arthème Fayard, coll. « Marabout Université », 1971, 278 p. (ISBN 2501003543)
- J. Elayi, Abdashtart 1er / Straton de Sidon : un roi phénicien entre Orient et Occident, Gabalda, Paris 2005.
- J. Elayi, Histoire de la Phénicie, éditions Perrin, Paris, 2013 p. 133-134.
- François Clement : "L'art de vérifier les dates des faits historiques, des inscriptions, des chroniques et autres anciens monuments avant l'ère chrétienne" : Chronologie historique des rois de Tyr et de Sidon, ou Rois de Phenicie